# Third Mainland Bridge

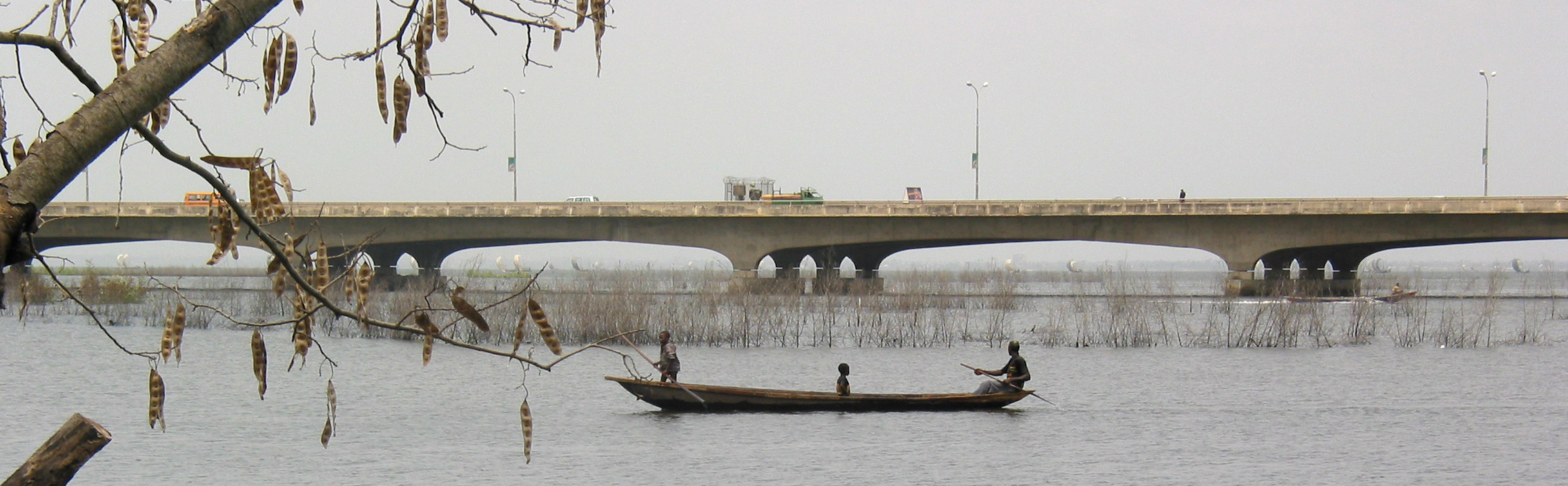
Third Mainland Bridge

Die Third Mainland Bridge (dt. dritte Festlandbrücke) ist eine Brücke in der nigerianischen Stadt Lagos. 
Sie verbindet wie die Carter-Brücke und die Eko-Brücke das Stadtzentrum Lagos Island und die benachbarten Finanz- und Regierungszentren Ikoyi und Victoria Island mit dem nördlichen Festland, wo auch der internationale Flughafen Lagos liegt. Die Third Mainland Bridge ist mit einer Länge von 10,5 km die längste der drei Brücken. Sie führt, ausgehend vom nördlichen Ende von Lagos Island, über die Lagune von Lagos nach Norden und nach mehreren Kilometern in westlicher Richtung zur Schnellstraße Lagos–Ibadan. 
Die Third Mainland Bridge wurde 1990 erbaut, um das Verkehrsnetz der Millionenstadt zu entlasten. Noch immer führt der dichte Verkehr zwischen dem Stadtzentrum und dem Festland täglich zu Verkehrsstaus. In letzter Zeit wurde von einem Schwanken der Brücke berichtet, das auf Baufälligkeit hinweisen könnte. 